# Sidorowsk
Sidorowsk (ros. Сидоровск) – miejscowość w rejonie krasnosielkupskim w Jamalsko-Nienieckim Okręgu Autonomicznym w Rosji.

## Historia
Sidorowsk jest najstarszą miejscowością w regionie, gdyż powstała w 1863 roku. Miejscowość otrzymała swoją nazwę od posiadacza kopalni złota i odkrywcy Arktyki M.K. Sidorowa (1823 – 1887).

## Demografia
Pod koniec lat 60. XX wieku w Sidorowsku żyło 500-600 osób. Dzisiaj miejscowość jest opuszczona, lecz aktualnie planuje się wybudować w niej punkt handlowy.